# Claudio Pieri
Pour les articles homonymes, voir Pieri.
Claudio Pieri (né le 21 octobre 1940 à Pescia (Toscane) et mort le 13 juillet 2018 à Sestri Levante (Ligurie)) est un arbitre italien de football.

## Biographie
Arbitre en Serie A dès 1975, Claudio Pieri fut international de 1983 à 1987. Il fut récompensé du Premio Giovanni Mauro lors de la saison 1982-1983. Il arrêta en 1987.

## Carrière
Claudio Pieri a officié dans des compétitions majeures : 
- Coupe d'Italie de football 1980-1981 (finale aller)
- Coupe du monde de football des moins de 16 ans 1985 (2 matchs)